# Kanta (Niger)
Kanta ist ein Dorf in der Landgemeinde Karma in Niger.

## Geographie
Das von einem traditionellen Ortsvorsteher (chef traditionnel) geleitete Dorf liegt am linken Ufer des Flusses Niger. Es befindet sich rund zwei Kilometer östlich des Hauptorts Karma der gleichnamigen Landgemeinde, die zum Departement Kollo in der Region Tillabéri gehört. Zu weiteren Siedlungen in der Umgebung von Kanta zählen Bangawi Peulh im Osten, Bangawi Zarma im Südosten und Bantouré im Südwesten.
Kanta ist Teil der Übergangszone zwischen Sahel und Sudan. Die durchschnittliche jährliche Niederschlagshöhe beträgt hier zwischen 400 und 500 mm.

## Geschichte
Bei der Flutkatastrophe von 2010 gehörte Kanta zu den am schwersten getroffenen Orten in der Gemeinde Karma, in der innerhalb weniger Tage insgesamt 1436 Hektar landwirtschaftliche Nutzflächen überschwemmt wurden.

## Bevölkerung
Bei der Volkszählung 2012 hatte Kanta 882 Einwohner, die in 105 Haushalten lebten. Bei der Volkszählung 2001 betrug die Einwohnerzahl 524 in 67 Haushalten.

## Wirtschaft und Infrastruktur
Bei Kanta erstreckt sich das 123 Hektar große Reisanbaugebiet von Karma, das 1971 angelegt wurde. Es wird von vier Kooperativen aus den Dörfern Kanta, Bangawi Zarma, Bantouré und Karma bewirtschaftet. In Kanta werden Rinder für die Milchproduktion gehalten. Es gibt eine Schule im Dorf. In der Nähe der Siedlung verläuft die asphaltierte Nationalstraße 1, die mit 1601,7 Kilometern längste Fernstraße Nigers.